# Бабенко Георгій Гаврилович
Гео́ргій Гаври́лович Бабе́нко (*19 лютого (4 березня) 1909, Одеса — 13 березня 1977, Київ, Українська РСР) — український актор театру і кіно. Народний артист Української РСР (1954).
Член КПРС з 1946.

## З життєпису
Народився в м. Одесі. Творчий шлях почав у художній самодіяльності. З 1929 працював в Одеській державній драмі (тепер Одеський академічний український музично-драматичний театр імені В. Василька). З 1954 до 1963 — актор Київського театру імені Івана Франка, потім знов в Одеському.
Створив різноманітні сценічні образи: Карл Моор («Розбійники» Шіллера), Гайдай, Роман («Загибель ескадри», «Крила» Корнійчука), Націєвський («Мартин Боруля» Карпенка-Карого) та ін.
Знімався в кіно: «Суворі дні» (1933), «Полум'я гніву» (1955), «Іван Франко» (1956), «Правда» (1957), «Киянка» (1958), «Григорій Сковорода» (1959), «Повія» (1961), «У мертвій петлі» (1962), «Тиха Одеса» (1967), «Мир хатам, війна палацам» (1970), «Схованка біля Червоних каменів» (1972), «Розповіді про Кешку та його друзів» (1974) та ін.